# Field of Dreams
Field of Dreams (Campo dos Sonhos BR ou Campo de Sonhos PT) é um filme estadunidense de 1989, dirigido e adaptado por Phil Alden Robinson do romance Shoeless Joe de W. P. Kinsella. A história traça um paralelo das vidas de dois jogadores de baseball que existiram realmente, o famoso Shoeless Joe Jackson (Joe "Descalço" Jackson), considerado um dos melhores jogadores do esporte nos EUA, e que foi banido após um escândalo (Escândalo Black Sox) envolvendo suborno em um grande torneio (Série Mundial de 1919); e do desconhecido Archibald "Moonlight" Graham, que quase chegou a profissional mas acabou desistindo para se tornar médico. Traz também o personagem fictício Terence Mann, baseado no escritor recluso J.D. Salinger, autor do famoso livro The Catcher in the Rye. Salinger, em 1947, escreveu uma história chamada "A Young Girl In 1941 With No Waist At All", cujo protagonista se chamava Ray Kinsella, o mesmo do filme. Em sua citada história mais famosa, um coadjuvante se chama Richard Kinsella.
Foi o último filme de Burt Lancaster.

## Elenco principal
- Kevin Costner...Ray Kinsella
- Amy Madigan...Annie
- Gaby Hoffmann...Karin
- Ray Liotta..."Shoeless" Joe Jackson
- Timothy Busfield
- James Earl Jones...Terence Mann
- Frank Whaley
- Burt Lancaster...Archibald "Moonlight" Graham
- Dwier Brown...John Kinsella

## Sinopse
Ray Kinsella e a esposa se conheceram quando estudavam nos tumultuados anos 60, e, quando se casaram, continuaram fiéis as idéias de vida simples e liberdade que tinham e compraram uma fazenda em Iowa, tornando-se agricultores. Mais tarde, já com uma filha criança, a calmaria na vida de Ray termina quando ele, ao estar sozinho em sua plantação de milho, ouve uma estranha voz que lhe diz que "se construir, ele virá" ("If you build it, he will come"). Mais tarde, Ray tem uma visão de um campo de beisebol iluminado e percebe que a construção dita pela voz seria essa. Imediatamente, Ray recorda seu falecido pai e todas as histórias dos antigos jogadores que lhe contava, sendo que o maior de todos e ídolo dele era o famoso Joe "Descalço", jogador do Chicago White Sox e que teve a carreira interrompida no auge por um caso de suborno. Então Ray acha que quem virá será Joe, e estava certo. Ao concluir o campo, Joe se materializa nele. O antigo astro pergunta a Ray se pode trazer outros jogadores para jogar com ele no campo e Ray, claro, concorda.
Ray está feliz em ver seus ídolos de infância pela primeira vez e ainda jogando da mesma maneira de quando estavam em plena atividade e no auge da fama, mas, ao retirar a plantação para construir o campo, ele ficou sem dinheiro para quitar a hipoteca da fazenda. Seus parentes querem que venda a propriedade para não perdê-la, mas Ray está indeciso, pois continua a ouvir vozes e a ter sonhos e visões, que lhe pedem para procurar outras pessoas: o escritor Terence Mann, um dos favoritos de Ray e de sua esposa quando estavam na faculdade; e um médico de Chisholm, Minnesota, cujo sonho de juventude era ser jogador profissional de beisebol.

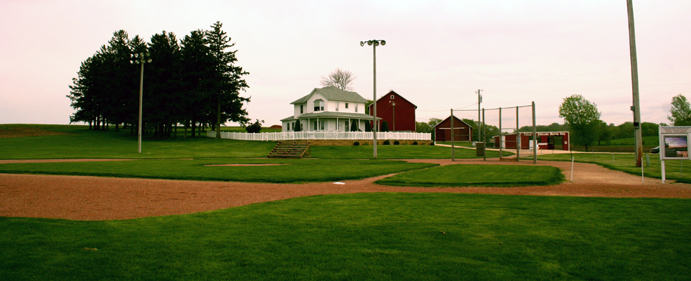
O campo dos sonhos, Dyersville, IA - Maio de 2006.

## Indicações
Field of Dreams recebeu três indicações ao Oscar, nas categorias melhor trilha sonora original, melhor filme e melhor roteiro original.